# Bacău
Bacău (pol. hist. Baków) – miasto we wschodniej Rumunii, ośrodek administracyjny okręgu Bacău, nad Bystrzycą, w pobliżu jej ujścia do Seretu. W 2021 roku liczyło 136 087 mieszkańców.
Miasto zostało założone w V w.
W 1591 r. papież Sykstus V mianował biskupa Curtea de Argeș na Wołoszczyźnie. Jego siedziba przeniesiona została do Bacău, gdy poprzednią zniszczyli Turcy. 
W mieście znajduje się Uniwersytet Bacău, port lotniczy (BCM), stacja kolejowa Bacău i dwie elektrownie wodne.

## Sport
W mieście tym siedzibę ma klub piłkarski FCM Bacău.

## Przemysł
- celulozowo-papierniczy
- maszynowy
- drzewny
- skórzano-obuwniczy
- spożywczy
- włókienniczy
- chemiczny

Ośrodek regionu eksploatacji ropy naftowej, którą odkryto w tym regionie na początku XX w.

## Mieszkańcy
W 2002 roku ze 175 500 mieszkańców 98,59% stanowili Rumuni, 0,91% Romowie, 0,10% Węgrzy, 0,06% Żydzi.

## Turystyka
Bacău słynie ze Slanic Moldavie (Perła Mołdawii) – ośrodka leczniczego. Jedną z atrakcji turystycznych miasta jest największe, podziemne sanatorium w Europie, położone wewnątrz starej kopalni soli.

## Zabytki
- Cerkiew Przeczystej Bogurodzicy z XV w.
- Pałac Administracji z końca XIX w.

## Galeria

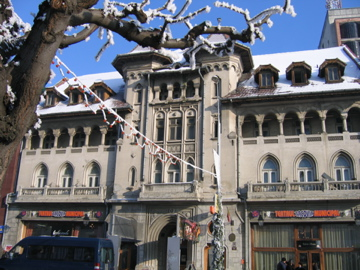
Teatr Grzegorza Bacovia
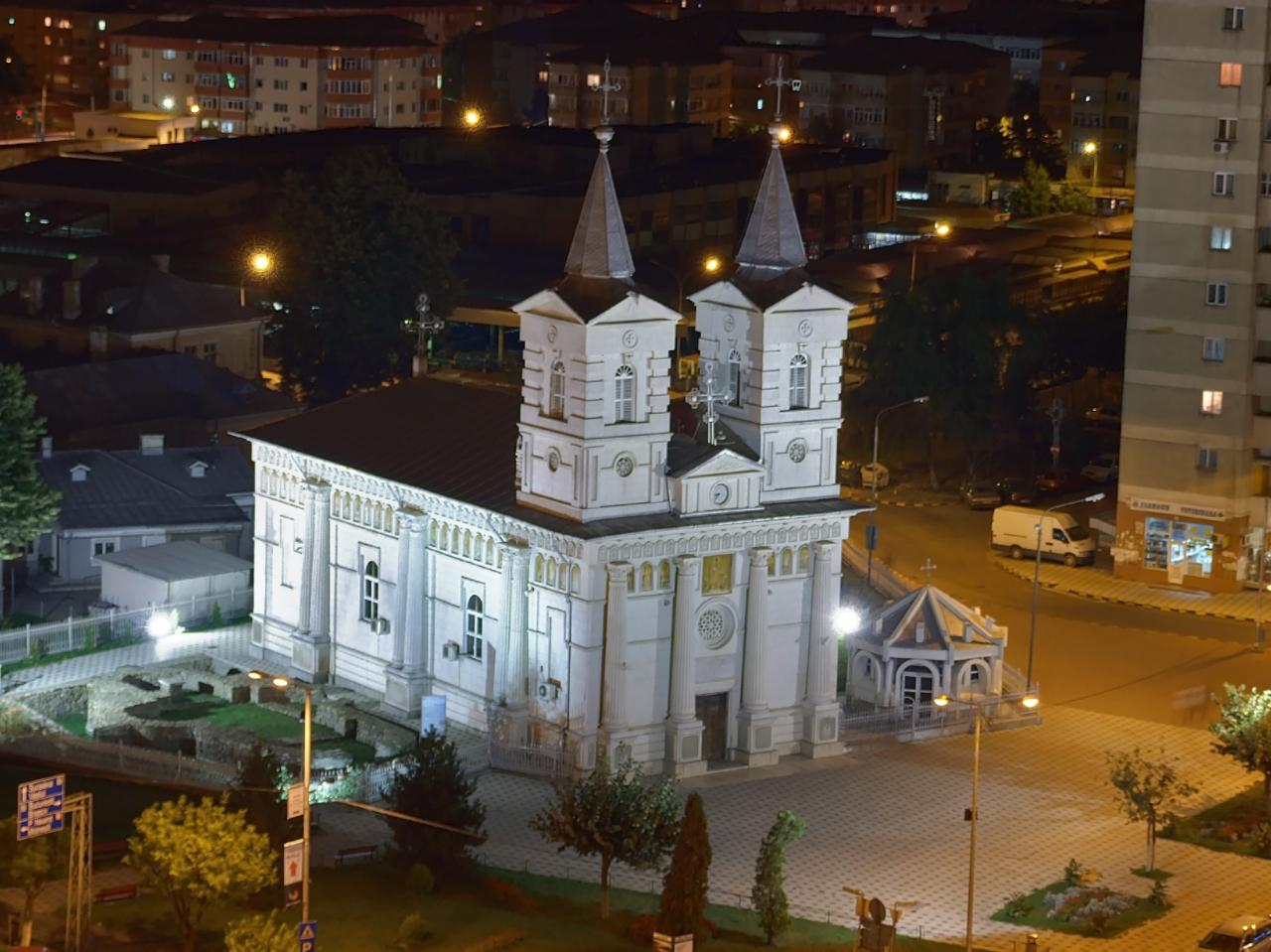
Cerkiew św. Mikołaja
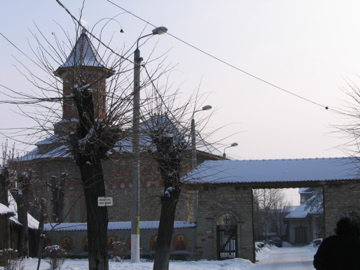
Cerkiew Przeczystej Bogurodzicy

## Miasta partnerskie
- Turyn